# Kakteen (Briefmarkenserie)
Kakteen war der Titel einer Reihe von Briefmarken der Deutschen Post der DDR. Die Marken der Jahre 1970 und 1974 hatten ein ähnliches Aussehen; 1983 wurde ein anderes Format gewählt. Alle Marken wurden von Manfred Gottschall entworfen.
Nicht zu dieser Serie werden die Michel-Nummern 3276–3278 gezählt, obwohl auch sie Kakteen zeigen und vom gleichen Grafiker gestaltet wurden. 

## Liste der Ausgaben und Motive
Legende
- Bild: Eine bearbeitete Abbildung der genannten Marke. Das Verhältnis der Größe der Briefmarken zueinander ist in diesem Artikel annähernd maßstabsgerecht dargestellt. Sollten keine Marken abgebildet sein, liegt es daran, dass das Urheberrecht des Künstlers noch nicht erloschen ist.
- Beschreibung: Eine Kurzbeschreibung des Motivs und/oder des Ausgabegrundes. Bei ausgegebenen Serien oder Blocks werden die zusammengehörigen Beschreibungen mit einer Markierung versehen eingerückt.
- Wert: Der Frankaturwert der einzelnen Marke in Pfennig. Ein „+“ bedeutet, dass es sich um eine Zuschlagsmarke handelt (= Frankaturwert + Spende).
- Ausgabedatum: Das Datum des erstmaligen Verkaufs dieser Briefmarke.
- Auflage: Soweit bekannt, wird hier die zum Verkauf angebotene Anzahl dieser Ausgabe angegeben.
- Entwurf: Soweit bekannt, wird hier angegeben, von wem der Entwurf dieser Marke stammt.
- Mi.-Nr.: Diese Briefmarke wird im Michel-Katalog unter der entsprechenden Nummer gelistet.

| Bild | Beschreibung                                             | Wert | Ausgabe- datum   | Auflage    | Entwurf            | Mi.-Nr. |
|      | Kakteen (I) - Blattkaktus (Epiphyllum-Hybride)           | 5    | 2. Dezember 1970 | 8.000.000  | Manfred Gottschall | 1625    |
|      | - Bischofsmütze (Astrophytum myriostigma)                | 10   | 2. Dezember 1970 | 12.000.000 | Manfred Gottschall | 1626    |
|      | - Echinocereus salm-dyckianus                            | 15   | 2. Dezember 1970 | 5.000.000  | Manfred Gottschall | 1627    |
|      | - Königin der Nacht (Selenicereus grandiflorus)          | 20   | 2. Dezember 1970 | 12.000.000 | Manfred Gottschall | 1628    |
|      | - Borstiger Hakenstachelkaktus (Hamatocactus setispinus) | 25   | 2. Dezember 1970 | 1.800.000  | Manfred Gottschall | 1629    |
|      | - Warzenkaktus (Mammillaria boolii)                      | 30   | 2. Dezember 1970 | 3.500.000  | Manfred Gottschall | 1630    |
|      | Kakteen (II) Kugelkaktus (Echinopsis multiplex)          | 5    | 12. Februar 1974 | 6.000.000  | Manfred Gottschall | 1922    |
|      | Kugelkaktus (Lobivia haageana)                           | 10   | 12. Februar 1974 | 20.000.000 | Manfred Gottschall | 1923    |
|      | Igelkaktus (Parodia sanguiniflora)                       | 15   | 12. Februar 1974 | 2.000.000  | Manfred Gottschall | 1924    |
|      | Igelkaktus (Gymnocalycium monvillei)                     | 20   | 12. Februar 1974 | 16.000.000 | Manfred Gottschall | 1925    |
|      | Igelkaktus (Neoporteria rapifera)                        | 25   | 12. Februar 1974 | 5.000.000  | Manfred Gottschall | 1926    |
|      | Igelkaktus (Notocactus concinnus)                        | 30   | 12. Februar 1974 | 5.000.000  | Manfred Gottschall | 1927    |
|      | Kakteen (III) - Warzenkaktus (Coryphantha elephantidens) | 5    | 21. Juni 1983    | 5.000.000  | Manfred Gottschall | 2802    |
|      | - Igelkaktus (Thelocactus schwarzii)                     | 10   | 21. Juni 1983    | 16.000.000 | Manfred Gottschall | 2803    |
|      | - Prismenkaktus (Leuchtenbergia principis)               | 20   | 21. Juni 1983    | 8.000.000  | Manfred Gottschall | 2804    |
|      | - Kugelkaktus (Submatucana madisoniorum)                 | 25   | 21. Juni 1983    | 3.500.000  | Manfred Gottschall | 2805    |
|      | - Igelkaktus (Oroya peruviana)                           | 35   | 21. Juni 1983    | 4.000.000  | Manfred Gottschall | 2806    |
|      | - Igelkaktus (Copiapoa cinerea)                          | 50   | 21. Juni 1983    | 2.100.000  | Manfred Gottschall | 2807    |